# Dulce Magalhães
Dulce Magalhães (Curitiba, 1966 – São Paulo, 6 de fevereiro de 2017) foi uma filósofa e palestrante brasileira. Também era colunista do Amanhã.

## Educação
Ela era Ph.D. em Filosofia pela Universidade Columbia e tinha mestrado em Comunicação Empresarial pela Universidade de Londres.

## Ativismo
Ativista pela paz, Magalhães fazia parte de um comitê de 80 lideranças coordenado pelo ex-presidente dos Estados Unidos, Bill Clinton para elaboração de um Programa Global de Cultura de Paz. No fim de 2016, ela ajudou a trazer o 10º Fórum Mundial da Paz para a capital catarinense.